# سیدی بوعثمان
سیدی بوعثمان (به فرانسوی: Sidi Bou Othmane) یک منطقهٔ مسکونی در مراکش است که در استان رحامنه واقع شده‌است. سیدی بوعثمان ۱٬۷۳۲ نفر جمعیت دارد.